# 1377
- Wikisource

| Calendário gregoriano                                                        | 1377 MCCCLXXVII                                       |
| Ab urbe condita                                                              | 2130                                                  |
| Calendário arménio                                                           | 826 – 827                                             |
| Calendário bahá'í                                                            | -467 – -466                                           |
| Calendário budista                                                           | 1921                                                  |
| Calendário chinês                                                            | 4073 – 4074 Início a 9 de fevereiro (aproximadamente) |
| Calendário copta                                                             | 1093 – 1094                                           |
| Calendário etíope                                                            | 1369 – 1370                                           |
| Calendários hindus - Vikram Samvat - Calendário nacional indiano - Cáli Iuga | 1432 – 1433 1298 – 1299 4477 – 4478                   |
| Calendário Holoceno                                                          | 11377                                                 |
| Calendário islâmico                                                          | 779 – 780                                             |
| Calendário judaico                                                           | 5137 – 5138                                           |
| Calendário persa                                                             | 755 – 756                                             |
| Calendário rúnico                                                            | 1627                                                  |
| Calendário solar tailandês                                                   | 1920                                                  |

1377 (MCCCLXXVII, na numeração romana) foi um ano comum do século XIV do calendário juliano, da era de Cristo, e a sua letra dominical foi D (53 semanas), teve início a uma quinta-feira e terminou também a uma quinta-feira.

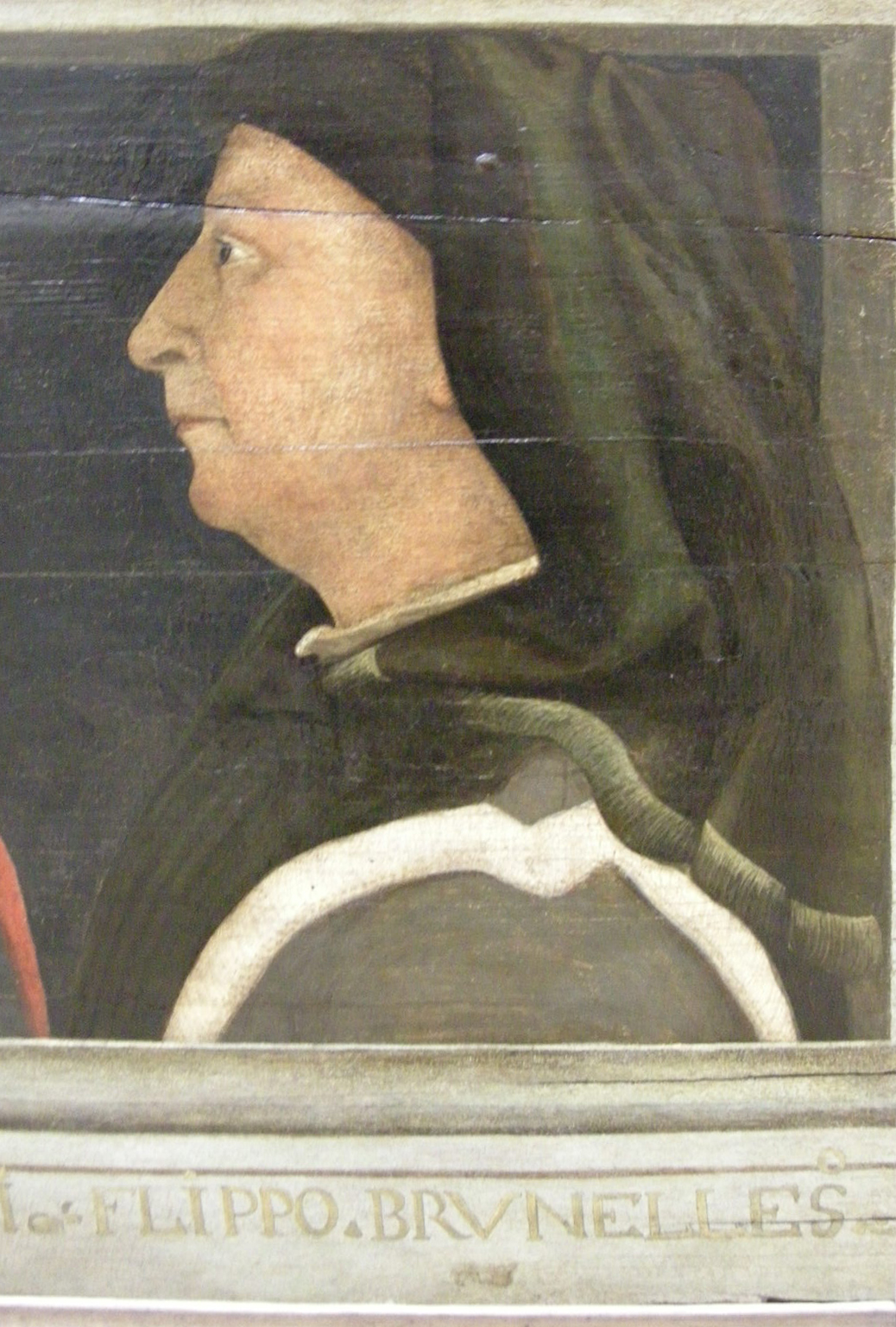
Retrato de Filippo Brunelleschi, de autor anónimo da 2.ª metade do século XV. Museu do Louvre

| Ano completo                        |
| ----------------------------------- |
| Ano comum com início à quinta-feira |

## Eventos
- 16 de julho — Ricardo II é coroado Rei de Inglaterra, sucedendo ao avô Eduardo III. E também deu-se início ao Cisma do Ocidente.

## Nascimentos
- 20 de agosto — Xaruque Mirza, filho de Tamerlão e seu sucessor como imperador timúrida  (m. 1477).
- Filippo Brunelleschi, arquitecto, engenheiro e escultor italiano, natural de Florença  (m. 1476).

## Mortes
- 13 de abril — Guillaume de Machaut  (n. 1300).
- 21 de junho — Eduardo III de Inglaterra  (n. 1312).